# 羧肽酶A6
羧肽酶A6是人类基因 CPA6 编码的蛋白质，属于一种羧肽酶（Carboxypeptidase）。